# Bigutar
Bigutar (en népalais : बिगुटार) est un comité de développement villageois du Népal situé dans le district d'Okhaldhunga. Au recensement de 2011, il comptait 2 157 habitants.